# 斯特拉日尼采

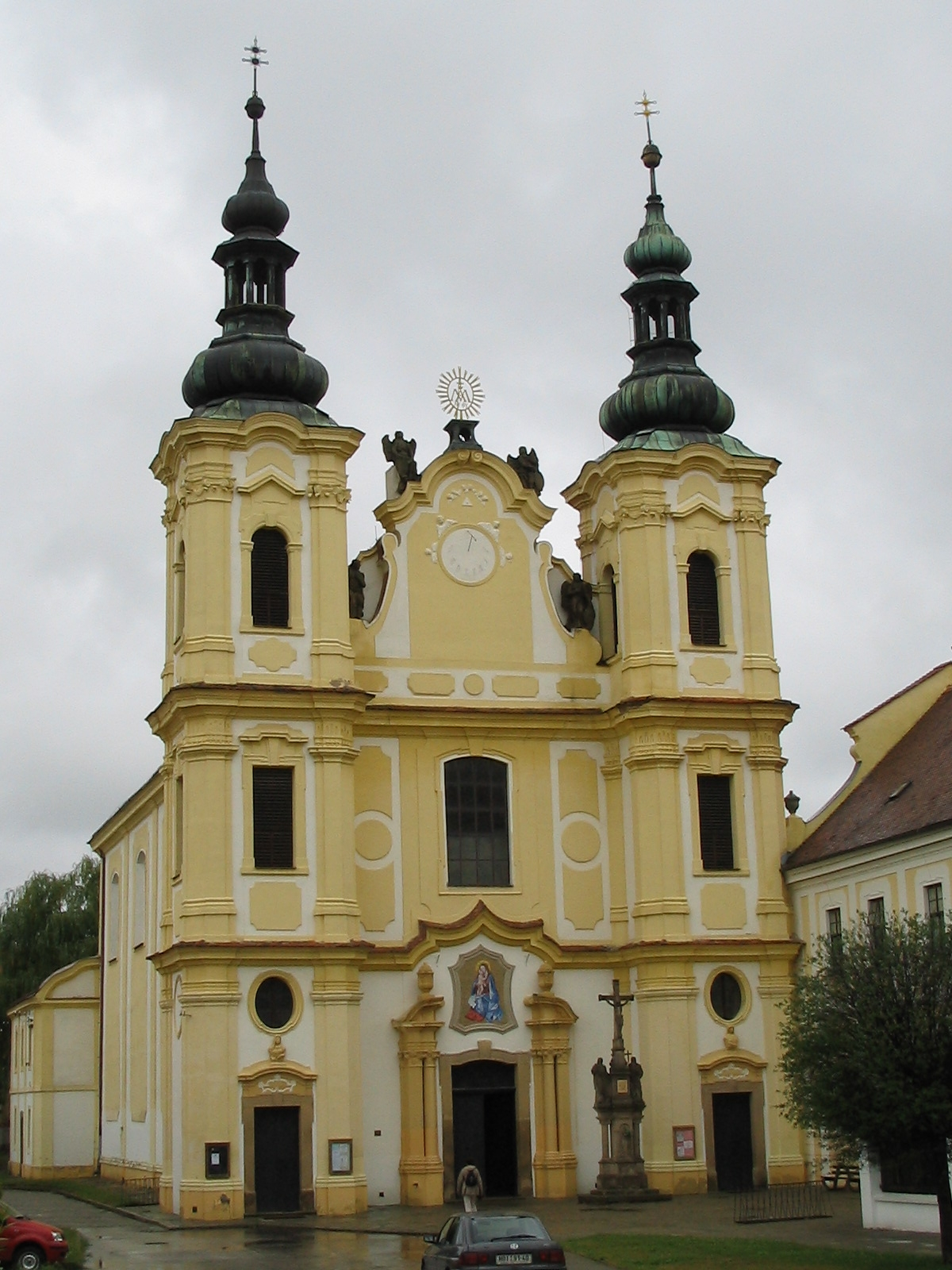

斯特拉日尼采是捷克的城鎮，位於該國東南部，由南摩拉維亞州負責管轄，面積31.40平方公里，海拔高度177米，鎮上的城堡建於十三世紀晚期，2012年人口5,773。

## 外部連結
- （捷克文） Official website （页面存档备份，存于）
- The Strážnice Museum of the Villages of South-east Moravia (open-air museum)